# 4828-as busz
A 4828-as számú autóbuszvonal Békés vármegye déli, dél-keleti részén fekvő településeket köti össze a megyeszékhellyel.

## Elhelyezkedés

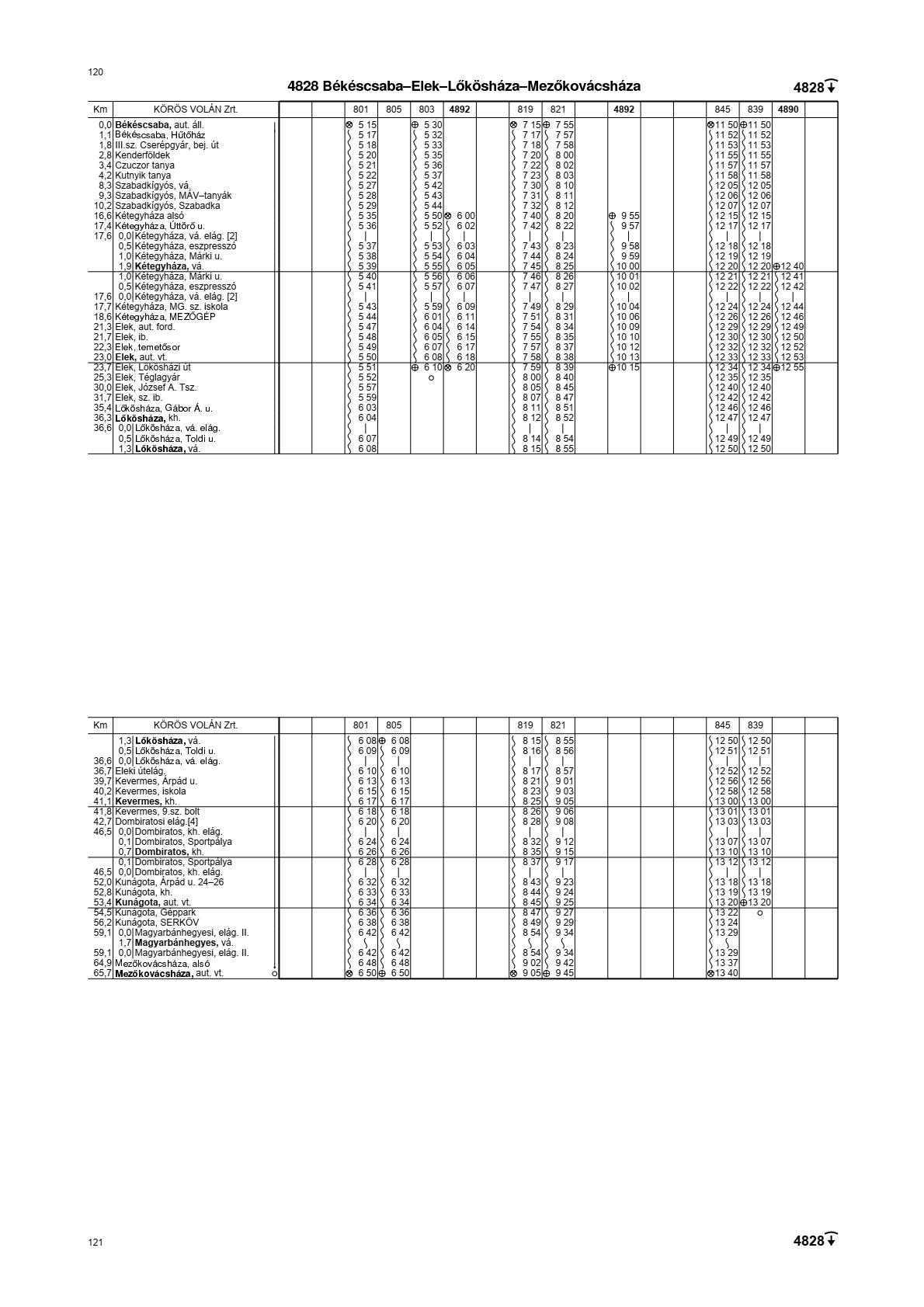
Régi Körös Volán menetrend 2013 tájáról

A vonalat eredetileg a Körös Volán Zrt. majd a későbbi jogutód DAKK Zrt. üzemeltette. 2019 októberétől az egységes Volánbusz Zrt. hálózatának a része.
Útvonala: Békéscsaba – Szabadkígyósi vasútállomás – Kétegyháza – Elek – Lőkösháza – Kunágota – Mezőkovácsháza

## Menetidők, menetrend
A vonal átlagos menetideje 2½ óra, hossza megközelítőleg 70 km. A járatok átlagos követési ideje 2 óra. A menetrendet munkanapokon 3, míg hétvégén 2 autóbusz használatával szolgálják ki. Ezenfelül Békéscsaba térségében további 1 autóbusszal betétjáratok közlekednek munkanapokon.

## Járművek
A vonalat a 2010-es évek közepéig többnyire 256-os Ikarusok szolgálták ki.
Napjainkban a volán flotta megyei járműparkjának szinte mindegyik típusa kiszolgálja.